# Nemonte Nenquimo
Nemonte Nenquimo (Equador, 1986) é uma líder e ativista indígena e membro dos Huaorani da região amazônica do Equador. Em 2020, apareceu na lista de 100 pessoas mais influentes do ano pela Time. No mesmo ano recebeu o Prêmio Ambiental Goldman, chamado "Nobel Verde", oferecido pela Goldman Environmental Foundation, pelo seu trabalho em defesa de uma grande área amazônica, 500 mil hectares, no território Waorani. É uma das 100 Mulheres da lista da BBC de 2020.